# HTS-A Arbejdsgiver- og Erhvervsorganisationen
 For alternative betydninger, se HTS.
HTS-A (tidligere AHTS, Arbejdsgiverforeningen for Handel, Transport og Service) var en arbejdsgiverforening for mere end 6.200 virksomheder indenfor serviceerhvervene. HTS-A var den næststørste arbejdsgiverforening i Danmark, målt på medlemsvirksomhedernes udbetalte lønsum, og medlem af Dansk Arbejdsgiverforening.
Organisationen havde ca. 100 medarbejdere, der ydede service og rådgivning inden for områderne: personalejura, erhvervsjura, uddannelse, udvikling og miljø. 
HTS, Handel, Transport og Serviceerhvervene blev i 2002 skabt ved en koncernlignende konstruktion mellem HTS-A, Handelskammeret og HORESTA. Samarbejdet ophørte imidlertid i 2006, og HTS-A fusionerede med DI den 5. maj 2008.
Den sidste adm. direktør for HTS-A var Ole Krog. 